# Lekcja historii (album Sexbomby)
Kiedy?!? wreszzcie wybuchnie Sex Bomba – Lekcja historii – pierwsze demo zespołu wydane w 1989 przez wytwórnię Glan Records w formie MC. W 2006 firma Lou & Rocked Boys dokonała reedycji materiału wraz z bonusami na CD. Mastering wykonał w 2006 roku Robert Szymański w studiu „Bunkier” w Legionowie.

## Lista utworów
1. „Tak się nie da”
2. „Alarm / Ulice Krzykną”
3. „Nie zrozum mnie źle”
4. „Betonowe to”
5. „Samochody”
6. „Łobidi, opowiem ci...”
7. „Kochajmy się”
8. „Gdzie są chłopcy z tamtych lat”
9. „Prawdziwe oblicze szatana”
10. „Z trzema gwiazdkami”
11. „Woda.Woda.Woda”

## Twórcy
- Robert Szymański – wokal
- Bogdan Kozieł – gitara, wokal
- Piotr Welcel – gitara basowa, wokal
- Dominik Dobrowolski – perkusja, wokal

Realizacja:
- Robert Szymański – projekt graficzny
- Sexbomba, Tomasz Fabisiak – muzyka
- Robert Szymański – słowa
- Artur Bursakowski – realizator dźwięku

## Reedycja 2006
źródło:.
1. „Nikt z nikąd” – 2:09
2. „Chcę powiedzieć” – 1:33
3. „Snuję się po mieście” – 2:08
4. „Boję się o nas” – 3:18
5. „Na bliskim wschodzie” – 2:12
6. „Tak się nie da” – 1:39
7. „Alarm (Ulice krzykną)” – 2:37
8. „Nie zrozum mnie źle” – 2:08
9. „Betonowe to” – 2:50
10. „Samochody” – 1:59
11. „Łobidi, opowiem Ci...” – 3:38
12. „Kochajmy się” – 2:19
13. „Gdzie są chłopcy z tamtych lat?” – 1:52
14. „Prawdziwe oblicze szatana” –	2:22
15. „Z trzema gwiazdkami” – 2:08
16. „Woda, woda, woda” – 4:01
17. „Nuda i syf” – 1:47
18. „Drzewo” – 2:17